# صائب صبري الصافي
الملازم صائب صبري الصافي العركوب (1936 - 1959) طيار عسكري وسياسي عراقي كان أحد الضباط الطيارين الانقلابيين المشاركين في انقلاب الشواف عام 1959 ضد رئيس الوزارء عبد الكريم قاسم.

## السيرة
وهو من مواليد 1936، أبوه صبري أحمد الصافي (1900 – 1953 م) وأمه مرضية محمد صالح المصري (1904 – 1985 م)،

## حادثة مقتله

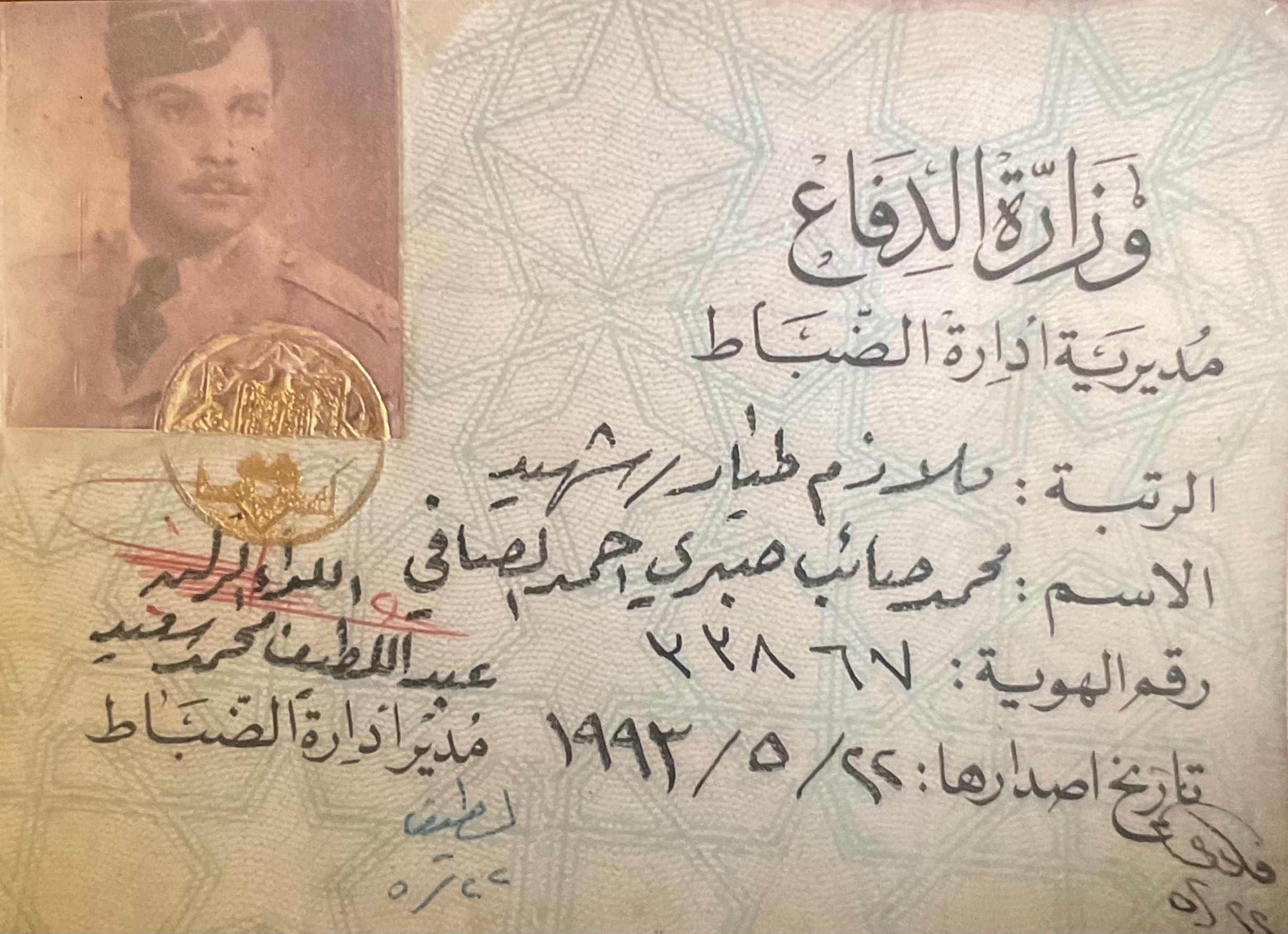

في صباح يوم التاسع من شهر مارس عام 1959، أقلعت طائرتان من طراز فيوري من قاعدة الموصل الجوية بقيادة الملازم فاضل ناصر والطيار صائب الصافي. كانت الطائرتان محملة بالعتاد والصواريخ، وكان هدفهما قصف وزارة الدفاع العراقية ومرسلات الإذاعة في منطقة أبي غريب بالعاصمة بغداد، لكن الطائرتان لم تنجح في تنفيذ المهمة بدقة، إذ لم تصيب مبنى وزارة الدفاع ولكن قصفت طائرة صائب مبنى المرسلات وتسببت في أضرار طفيفة بهِ وأدت إلى مقتل شرطي يدعى مبعثر هاني. بعد ذلك، عادت الطائرتان إلى قاعدة الموصل. أُلقي القبض على الطيار فاضل ناصر وفيما بعد حُكِمَ عليه بالإعدام في  المحكمة العسكرية العليا الخاصة بقيادة العقيد فاضل عباس المهداوي. وقتها، شعر الطيار الثاني بأن القوات الموالية للحكومة قد سيطرت على القاعدة، فقرر أن يقلع بطائرته ويتوجه إلى سوريا، لكن، خلال الرحلة إلى سوريا، نفد وقود الطائرة واضطر الطيار إلى الهبوط في منطقة صحراوية قريبة من الحدود السورية، ويُعتقد أنه نزل قرب مضرب من مضارب البدو. حاول الطيار الهروب سيرًا على الأقدام إلى الحدود، ولكن سكان المنطقة منعوه من الهروب وأخذوا يحاولون إيقافه. قرر الطيار الانتحار مُتأثرًا بهذه الظروف ومواجهةً لمنعه من الهروب، فأخرج مسدسه وأطلق النار على نفسه، مفضلًا الموت على تسليم نفسه للقوات الموالية للحكومة. ويُعتقد أنه طلب منهم إبريق ماء ثم بعد أن أعطوه الإبريق تظاهر بقضاء الحاجة ونزل إلى الوادي وقتل نفسه بمسدسه.

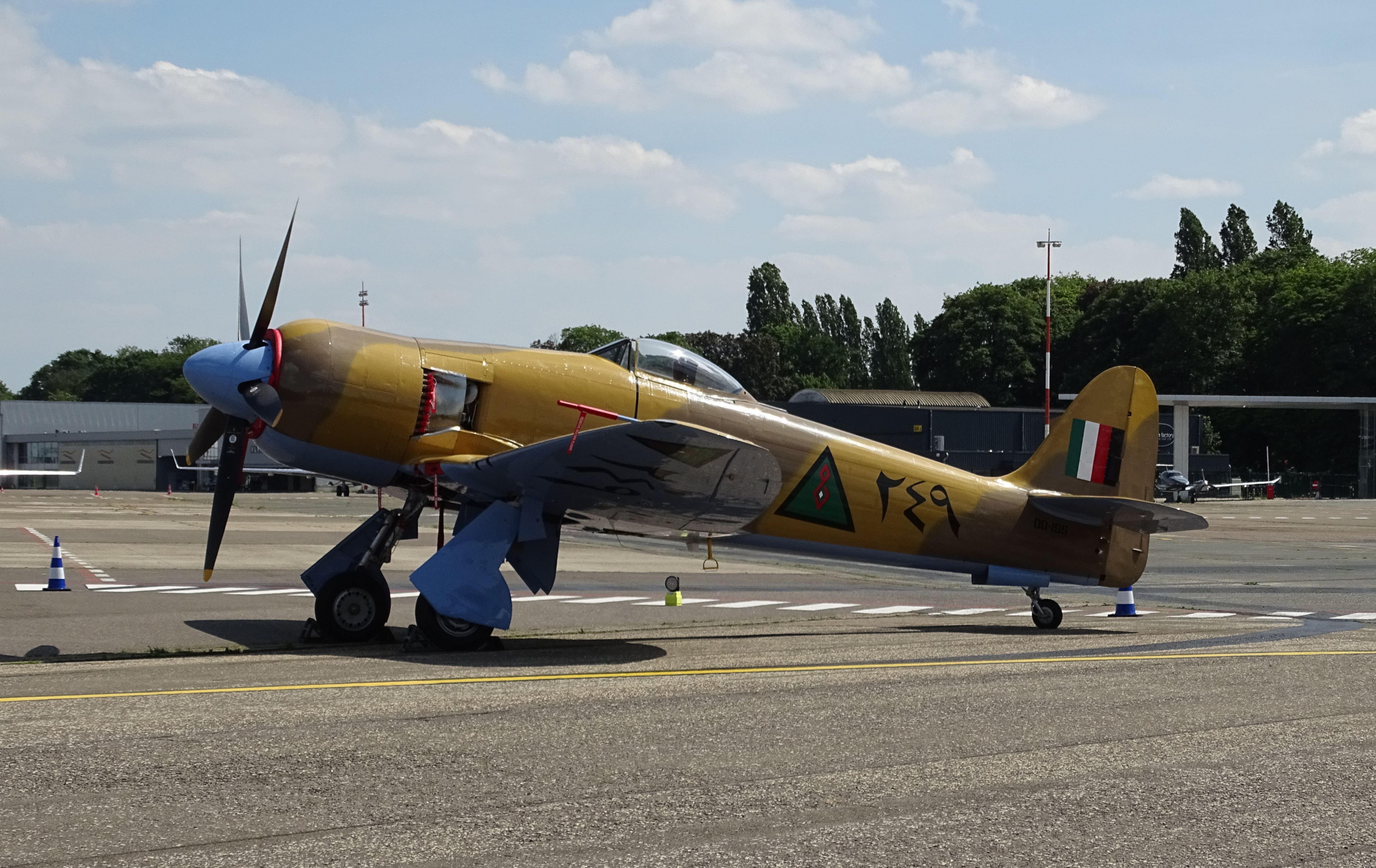
طائرة هوكر فيوري العراقية

## رثائه

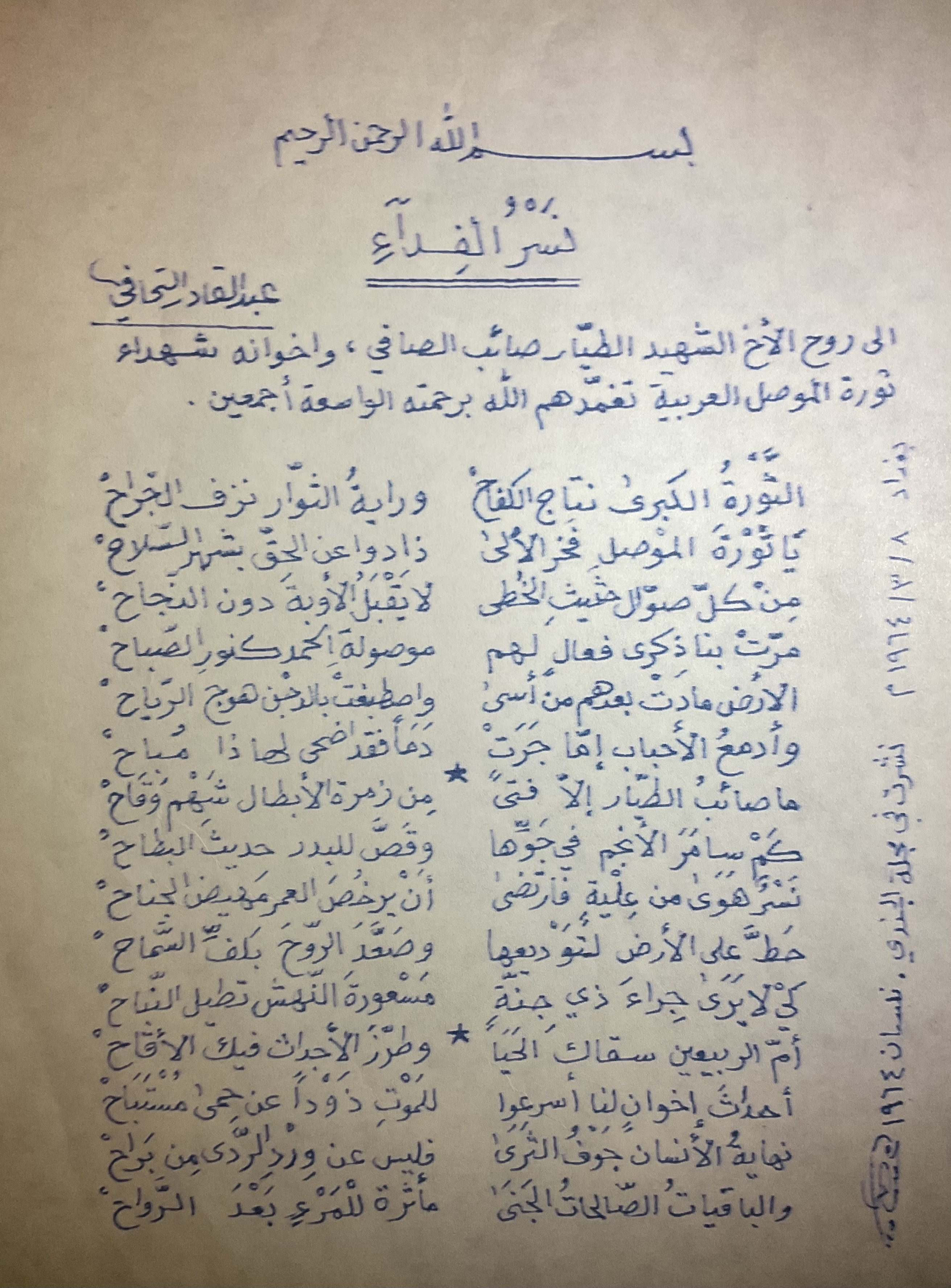

كتب صديقه عبد القادر التحافي قصيدة بعنوان "نسر الفداء" يرثي فيها صائب الصافي، وقد نشرت في مجلة الجندي في نيسان 1964

## الملاحظات
1. ↑  على بعد عشرين كيلومترا من الحدود العراقية السورية[6]
2. ↑  «وهوجم من قبل المواطنين»[6]